# Адміністративний устрій Галицького району
Адміністративний устрій Галицького району — адміністративно-територіальний устрій Галицького району Івано-Франківської області на 1 міську раду, 1 селишну раду та 38 сільських рад, які об'єднують 69 населений пункт і підпорядковані Галицькій районній раді. Адміністративний центр — місто Галич.

## Список радГалицького району
| №  | Назва                            | Центр              | Населені пункти                                              | Площа км² | Місце за площею | Населення (2001), осіб. | Місце за населенням |
| -- | -------------------------------- | ------------------ | ------------------------------------------------------------ | --------- | --------------- | ----------------------- | ------------------- |
| 1  | Галицька міська рада             | м. Галич           | м. Галич                                                     | 24.7      | 7               | 6495                    | 1                   |
| 2  | Більшівцівська селищна рада      | смт Більшівці      | смт Більшівці с. Слобідка Більшівцівська                     | 18.7      | 14              | 2831                    | 2                   |
| 3  | Блюдниківська сільська рада      | с. Блюдники        | с. Блюдники с. Ганнівці с. Курипів с. Пукасівці с. Темирівці | 41.6      | 1               | 1538                    | 10                  |
| 4  | Бовшівська сільська рада         | с. Бовшів          | с. Бовшів                                                    | 6.5       | 33              | 1473                    | 13                  |
| 5  | Бринська сільська рада           | с. Бринь           | с. Бринь                                                     | 11.3      | 26              | 706                     | 28                  |
| 6  | Височанківська сільська рада     | с. Височанка       | с. Височанка                                                 | 3.6       | 39              | 478                     | 35                  |
| 7  | Вікторівська сільська рада       | с. Вікторів        | с. Вікторів                                                  | 23.7      | 9               | 1881                    | 5                   |
| 8  | Деліївська сільська рада         | с. Делієве         | с. Делієве с. Бишів                                          | 22.6      | 10              | 758                     | 27                  |
| 9  | Демешківська сільська рада       | с. Демешківці      | с. Демешківці с. Німшин с. Поплавники с. Придністров'я       | 22.4      | 11              | 1569                    | 9                   |
| 10 | Дем'янівська сільська рада       | с. Дем'янів        | с. Дем'янів                                                  | 13.1      | 23              | 1699                    | 7                   |
| 11 | Дитятинська сільська рада        | с. Дитятин         | с. Дитятин с. Набережне с. Хохонів                           | 16.7      | 20              | 1004                    | 21                  |
| 12 | Дорогівська сільська рада        | с. Дорогів         | с. Дорогів с. Колодіїв                                       | 21.6      | 12              | 1417                    | 14                  |
| 13 | Дубовецька сільська рада         | с. Дубівці         | с. Дубівці                                                   | 40.5      | 2               | 2059                    | 4                   |
| 14 | Жалиборівська сільська рада      | с. Жалибори        | с. Жалибори                                                  | 5.04      | 35              | 631                     | 32                  |
| 15 | Задністрянська сільська рада     | с. Задністрянське  | с. Задністрянське                                            | 3.9       | 38              | 1325                    | 16                  |
| 16 | Залуквянська сільська рада       | с. Залуква         | с. Залуква с. Шевченкове                                     | 15.6      | 21              | 2562                    | 3                   |
| 17 | Кінашівська сільська рада        | с. Кінашів         | с. Кінашів                                                   | 12.7      | 25              | 1125                    | 18                  |
| 18 | Кінчаківська сільська рада       | с. Кінчаки         | с. Кінчаки с. Кремидів с. Озерце с. Садки                    | 30.6      | 3               | 818                     | 25                  |
| 19 | Комарівська сільська рада        | с. Комарів         | с. Комарів с. Сокіл                                          | 17.3      | 18              | 1824                    | 6                   |
| 20 | Коростовичівська сільська рада   | с. Коростовичі     | с. Коростовичі с. Куропатники                                | 18.3      | 15              | 911                     | 24                  |
| 21 | Крилосівська сільська рада       | с. Крилос          | с. Крилос                                                    | 19.2      | 13              | 1697                    | 8                   |
| 22 | Кукільницька сільська рада       | с. Кукільники      | с. Кукільники с. Загір'я-Кукільницьке                        | 24.2      | 8               | 1014                    | 20                  |
| 23 | Курівська сільська рада          | с. Курів           | с. Курів                                                     | 5         | 36              | 294                     | 40                  |
| 24 | Ланівська сільська рада          | с. Лани            | с. Лани                                                      | 8.42      | 32              | 645                     | 30                  |
| 25 | Маріямпільська сільська рада     | с. Маріямпіль      | с. Маріямпіль с. Водники                                     | 27.4      | 4               | 1517                    | 11                  |
| 26 | Мединська сільська рада          | с. Мединя          | с. Мединя                                                    | 10.2      | 28              | 1511                    | 12                  |
| 27 | Медухівська сільська рада        | с. Медуха          | с. Медуха с. Ворониця                                        | 17.8      | 16              | 474                     | 36                  |
| 28 | Межигірська сільська рада        | с. Межигірці       | с. Межигірці                                                 | 10.9      | 27              | 638                     | 31                  |
| 29 | Нараївська сільська рада         | с. Нараївка        | с. Нараївка                                                  | 9.3       | 30              | 564                     | 33                  |
| 30 | Насташинська сільська рада       | с. Насташине       | с. Насташине с. Куничі                                       | 17.8      | 17              | 1144                    | 17                  |
| 31 | Новоскоморохівська сільська рада | с. Нові Скоморохи  | с. Нові Скоморохи с. Підшумлянці с. Старі Скоморохи          | 26.2      | 5               | 1111                    | 19                  |
| 32 | Озерянська сільська рада         | с. Озеряни         | с. Озеряни с. Слобода                                        | 12.9      | 24              | 926                     | 22                  |
| 33 | Перлівецька сільська рада        | с. Перлівці        | с. Перлівці с. Острів с. Суботів                             | 10.2      | 29              | 401                     | 38                  |
| 34 | Подільська сільська рада         | с. Поділля         | с. Поділля                                                   | 8.56      | 31              | 350                     | 39                  |
| 35 | Сапогівська сільська рада        | с. Сапогів         | с. Сапогів                                                   | 5.8       | 34              | 412                     | 37                  |
| 36 | Старомартинівська сільська рада  | с. Старий Мартинів | с. Старий Мартинів с. Різдвяни                               | 17.1      | 19              | 683                     | 29                  |
| 37 | Тенетниківська сільська рада     | с. Тенетники       | с. Тенетники с. Новий Мартинів                               | 24.8      | 6               | 919                     | 23                  |
| 38 | Тумирська сільська рада          | с. Тумир           | с. Тумир                                                     | 5         | 37              | 781                     | 26                  |
| 39 | Тустанська сільська рада         | с. Тустань         | с. Тустань                                                   | 15.3      | 22              | 1412                    | 15                  |
| 40 | Яблунівська сільська рада        | с. Яблунів         | с. Яблунів                                                   | 1.1       | 40              | 546                     | 34                  |

* Примітки: м. — місто, смт — селище міського типу, с. — село, с-ще — селище

## Історія
11 березня 2014 року м. Бурштин віднесено до категорії міст обласного значення і виведено зі складу Галицького району.